# Segonzac (Dordogne)
Pour les articles homonymes, voir Segonzac.
Segonzac est une commune française située dans le département de la Dordogne, en région Nouvelle-Aquitaine.

## Géographie

### Généralités
Dans le quart nord-ouest du département de la Dordogne, la commune de Segonzac se trouve à l'extrémité nord-est de la forêt de la Double. C'est une commune rurale qui fait partie de l'aire d'attraction de Ribérac, zonage d’étude défini par l'Insee, qui a remplacé en 2020 l'aire urbaine de Ribérac qui n'incluait pas la commune. La Peychay, affluent de la Dronne, prend sa source dans le sud-est de la commune.
Traversé par la route départementale (RD) 104, le petit bourg de Segonzac se situe, en distances orthodromiques, neuf kilomètres au nord-ouest de Saint-Astier et dix kilomètres au sud-est de Ribérac.
Le territoire communal est bordé à l'est par la RD 109.

### Communes limitrophes
Segonzac est limitrophe de six autres communes. Au sud-ouest, son territoire est distant de moins de vingt mètres de celui de Saint-Vincent-de-Connezac.
| Saint-Pardoux-de-Drône     | Douchapt  | Tocane-Saint-Apre |
| Saint-Sulpice-de-Roumagnac | Segonzac  | Saint-Aquilin     |
|                            | Chantérac |                   |

### Géologie et relief

#### Géologie
Situé sur la plaque nord du Bassin aquitain et bordé à son extrémité nord-est par une frange du Massif central, le département de la Dordogne présente une grande diversité géologique. Les terrains sont disposés en profondeur en strates régulières, témoins d'une sédimentation sur cette ancienne plate-forme marine. Le département peut ainsi être découpé sur le plan géologique en quatre gradins différenciés selon leur âge géologique. Segonzac est située dans le troisième gradin à partir du nord-est, un plateau formé de calcaires hétérogènes du Crétacé.
Les couches affleurantes sur le territoire communal sont constituées de formations superficielles du Quaternaire et de roches sédimentaires datant pour certaines du Cénozoïque, et pour d'autres du Mésozoïque. La formation la plus ancienne, notée c5c, date du Campanien 3, une alternance de marnes à glauconie et de calcaires crayo-marneux jaunâtres. La formation la plus récente, notée CFvs, fait partie des formations superficielles de type colluvions carbonatées de vallons secs : sable limoneux à débris calcaires et argile sableuse à débris. Le descriptif de ces couches est détaillé dans  la feuille « no 758 - Périgueux (ouest) » de la carte géologique au 1/50 000 de la France métropolitaine, et sa notice associée.

Carte géologique de Segonzac.

#### Relief et paysages
Le département de la Dordogne se présente comme un vaste plateau incliné du nord-est (491 m, à la forêt de Vieillecour dans le Nontronnais, à Saint-Pierre-de-Frugie) au sud-ouest (2 m à Lamothe-Montravel). L'altitude du territoire communal varie quant à elle entre 120 mètres et 211 mètres,.
Dans le cadre de la Convention européenne du paysage entrée en vigueur en France le 1er juillet 2006, renforcée par la loi du 8 août 2016 pour la reconquête de la biodiversité, de la nature et des paysages, un atlas des paysages de la Dordogne a été élaboré sous maîtrise d’ouvrage de l’État et publié en octobre 2020. Les paysages du département s'organisent en huit unités paysagères,. La commune est dans le Ribéracois, une région naturelle possédant un relief vallonné avec des altitudes moyennes comprises autour des 130-160 m, sculpté par la Dronne et ses nombreux affluents. Les paysages sont ondulés de grandes cultures dont les vastes horizons contrastent avec les paysages plus cloisonnés de la Dordogne,.
La superficie cadastrale de la commune publiée par l'Insee, qui sert de référence dans toutes les statistiques, est de 3,88 km2,,. La superficie géographique, issue de la BD Topo, composante du Référentiel à grande échelle produit par l'IGN, est quant à elle de 3,97 km2.

### Hydrographie

#### Réseau hydrographique

Réseaux hydrographique et routier de Segonzac.

La commune est située dans le bassin de la Dordogne au sein du Bassin Adour-Garonne. Elle est drainée par la Peychay et par deux petits cours d'eau, qui constituent un réseau hydrographique de 4 km de longueur totale,.
La Peychay, d'une longueur totale de 10,55 km, prend sa source dans le sud-est de la commune et rejoint la Dronne en rive gauche à 60 mètres d'altitude, au sud-est du bourg de Villetoureix, en limite de Ribérac et Saint-Méard-de-Drône. Elle traverse la commune du sud-est au nord-ouest sur plus de deux kilomètres.

#### Gestion et qualité des eaux
Le territoire communal est couvert par le schéma d'aménagement et de gestion des eaux (SAGE) « Isle - Dronne ». Ce document de planification, dont le territoire regroupe les bassins versants de l'Isle et de la Dronne, d'une superficie de 7 500 km2, a été approuvé le 2 août 2021. La structure porteuse de l'élaboration et de la mise en œuvre est l'établissement public territorial de bassin de la Dordogne (EPIDOR). Il définit sur son territoire les objectifs généraux d’utilisation, de mise en valeur et de protection quantitative et qualitative des ressources en eau superficielle et souterraine, en respect des objectifs de qualité définis dans le troisième SDAGE  du Bassin Adour-Garonne qui couvre la période 2022-2027, approuvé le 10 mars 2022.
La qualité des eaux de baignade et des cours d’eau peut être consultée sur un site dédié géré par les agences de l’eau et l’Agence française pour la biodiversité.

### Climat
Pour des articles plus généraux, voir Climat de la Nouvelle-Aquitaine et Climat de la Dordogne.
Historiquement, la commune est exposée à un climat océanique aquitain.  
En 2020, Météo-France publie une typologie des climats de la France métropolitaine dans laquelle la commune est exposée à un climat océanique altéré et est dans la région climatique  Aquitaine, Gascogne, caractérisée par une pluviométrie abondante au printemps, modérée en automne, un faible ensoleillement au printemps, un été chaud (19,5 °C), des vents faibles, des brouillards fréquents en automne et en hiver et des orages fréquents en été (15 à 20 jours).
Pour la période 1971-2000, la température annuelle moyenne est de 12,4 °C, avec  une amplitude thermique annuelle de 14,9 °C. Le cumul annuel moyen de précipitations est de 975 mm, avec 12,3 jours de précipitations en janvier et 7,2 jours en juillet. Pour la période 1991-2020, la température moyenne annuelle observée sur la station météorologique la plus proche, située sur la commune de Saint-Martin-de-Fressengeas à 7 km à vol d'oiseau, est de 12,4 °C et le cumul annuel moyen de précipitations est de 1 050,4 mm,. Pour l'avenir, les paramètres climatiques de la commune estimés pour 2050 selon différents scénarios d’émission de gaz à effet de serre sont consultables sur un site dédié publié par Météo-France en novembre 2022.

## Urbanisme

### Typologie
Au 1er janvier 2024, Segonzac est catégorisée commune rurale à habitat dispersé, selon la nouvelle grille communale de densité à 7 niveaux définie par l'Insee en 2022.
Elle est située hors unité urbaine. Par ailleurs la commune fait partie de l'aire d'attraction de Ribérac, dont elle est une commune de la couronne,. Cette aire, qui regroupe 24 communes, est catégorisée dans les aires de moins de 50 000 habitants,.

### Occupation des sols
L'occupation des sols de la commune, telle qu'elle ressort de la base de données européenne d’occupation biophysique des sols Corine Land Cover (CLC), est marquée par l'importance des territoires agricoles (62,6 % en 2018), une proportion identique à celle de 1990 (62,6 %). La répartition détaillée en 2018 est la suivante : 
zones agricoles hétérogènes (34,9 %), forêts (32,6 %), terres arables (27,7 %), milieux à végétation arbustive et/ou herbacée (4,8 %). L'évolution de l’occupation des sols de la commune et de ses infrastructures peut être observée sur les différentes représentations cartographiques du territoire : la carte de Cassini (XVIIIe siècle), la carte d'état-major (1820-1866) et les cartes ou photos aériennes de l'IGN pour la période actuelle (1950 à aujourd'hui).

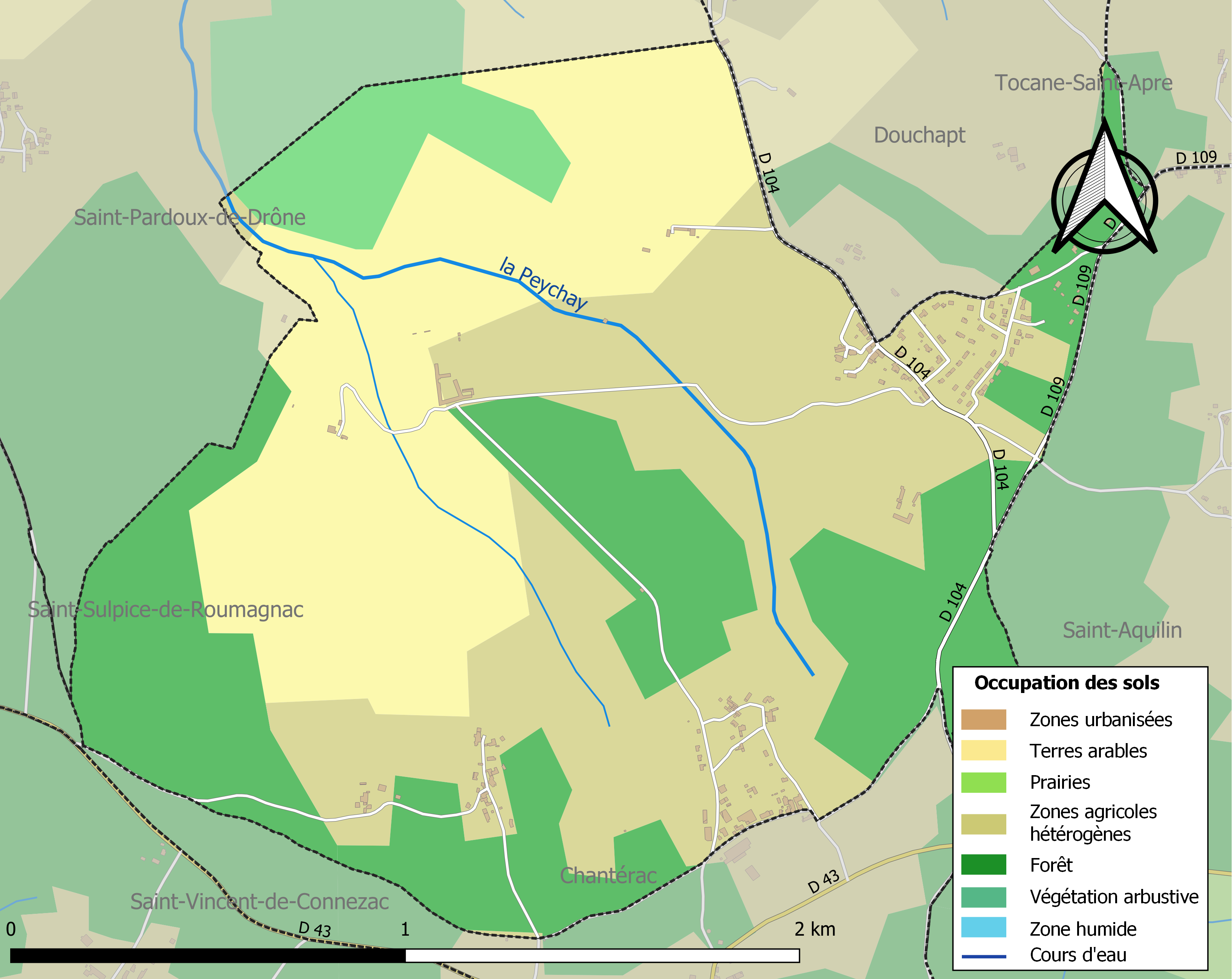
Carte des infrastructures et de l'occupation des sols de la commune en 2018 (CLC).

### Prévention des risques
Le territoire de la commune de Segonzac est vulnérable à différents aléas naturels : météorologiques (tempête, orage, neige, grand froid, canicule ou sécheresse), feux de forêts, mouvements de terrains et séisme (sismicité très faible). Un site publié par le BRGM permet d'évaluer simplement et rapidement les risques d'un bien localisé soit par son adresse soit par le numéro de sa parcelle.
Segonzac est exposée au risque de feu de forêt. L’arrêté préfectoral du 14 mars 2013 fixe les conditions de pratique des incinérations et de brûlage dans un objectif de réduire le risque de départs d’incendie. À ce titre, des périodes sont déterminées : interdiction totale du 15 février au 15 mai et du 15 juin au 15 octobre, utilisation réglementée du 16 mai au 14 juin et du 16 octobre au 14 février. En septembre 2020, un plan inter-départemental de protection des forêts contre les incendies (PidPFCI) a été adopté pour la période 2019-2029,.

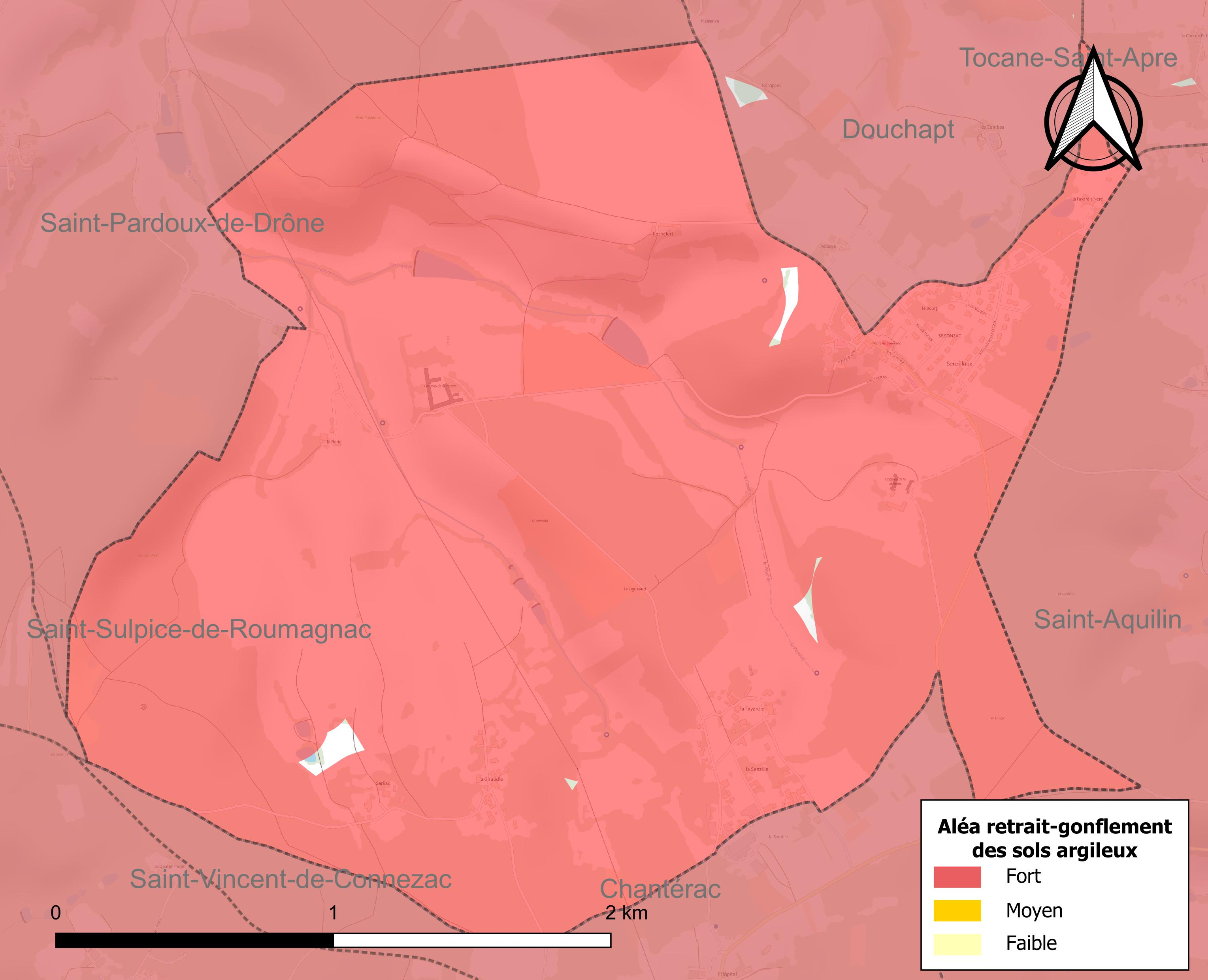
Carte des zones d'aléa retrait-gonflement des sols argileux de Segonzac.

Les mouvements de terrains susceptibles de se produire sur la commune sont des tassements différentiels. Le retrait-gonflement des sols argileux est susceptible d'engendrer des dommages importants aux bâtiments en cas d’alternance de périodes de sécheresse et de pluie. 99,5 % de la superficie communale est en aléa moyen ou fort (58,6 % au niveau départemental et 48,5 % au niveau national métropolitain). Depuis le 1er octobre 2020, en application de la loi ÉLAN, différentes contraintes s'imposent aux vendeurs, maîtres d'ouvrages ou constructeurs de biens situés dans une zone classée en aléa moyen ou fort,.
La commune a été reconnue en état de catastrophe naturelle au titre des dommages causés par les inondations et coulées de boue survenues en 1982, 1983 et 1999, par la sécheresse en 1989, 1992, 1997 et 2003 et par des mouvements de terrain en 1999.

## Toponymie
Le nom est attesté par la forme ancienne Seguonzac en 1122.
L'origine du nom de Segonzac remonterait à un nom de personne gallo-romain Secundius auquel est apposé le suffixe -acum, ce qui correspondrait à Secundiacum, « domaine de Secundius »,.
En français comme en occitan, la commune porte le même nom.

## Histoire
C'est en 1623 que la seigneurie de Segonzac fut érigée en baronnie par lettre patente du Roi Louis XIII, en faveur de François-Louis de Bardon, devenu 1er baron de Segonzac (famille toujours représentée sur la commune).

## Politique et administration

### Rattachements administratifs
Dès 1790, la commune de Segonzac a été rattachée au canton de Saint Vincent qui dépendait du district de Ribérac jusqu'en 1795, date de suppression des districts. Lorsque ce canton est supprimé par la loi du 8 pluviôse an IX (28 janvier 1801)  portant sur la « réduction du nombre de justices de paix », la commune est rattachée au canton de Montagrier dépendant de l'arrondissement de Ribérac jusqu'en 1926 puis de l'arrondissement de Périgueux.
Dans le cadre de la réforme de 2014 définie par le décret du 21 février 2014, ce canton disparaît aux élections départementales de mars 2015. La commune est alors rattachée au canton de Brantôme, renommé canton de Brantôme en Périgord en 2020.

### Intercommunalité
En 1993, Segonzac intègre dès sa création la communauté de communes des Hauts de Dronne. Celle-ci est dissoute au 31 décembre 2013 et remplacée au 1er janvier 2014 par la communauté de communes du Pays Ribéracois, renommée en 2019 communauté de communes du Périgord Ribéracois.

### Administration municipale
La population de la commune étant comprise entre 100 et 499 habitants au recensement de 2017, onze conseillers municipaux ont été élus en 2020,.

### Liste des maires
| Période                                  | Période      | Identité           | Étiquette | Qualité                          |
| ---------------------------------------- | ------------ | ------------------ | --------- | -------------------------------- |
| Les données manquantes sont à compléter. |              |                    |           |                                  |
|                                          |              |                    |           |                                  |
|                                          |              | André Mogear       | PCF       | Cultivateur                      |
|                                          | 13 juin 1877 | Pierre Dumazeaud   |           | Chevalier de la Légion d'honneur |
|                                          |              |                    |           |                                  |
| 1962                                     | mars 2014    | Pierre Aubert      | PS        | Retraité de l'enseignement       |
| mars 2014 (réélu en mai 2020)            | En cours     | Christophe Rossard | DVG       |                                  |

## Équipements et services publics

### Justice
En 2023, dans le domaine judiciaire, Segonzac relève : 
- du tribunal judiciaire, du tribunal pour enfants, du conseil de prud'hommes et du tribunal de commerce de Périgueux ;
- du pôle Nationalité du tribunal judiciaire de Périgueux (compétent uniquement dans le domaine de la nationalité) ;
- de la cour d'appel, du tribunal administratif et de la  cour administrative d'appel de Bordeaux.

## Population et société

### Démographie
Les habitants de Segonzac se nomment les Segonzacois.
L'évolution du nombre d'habitants est connue à travers les recensements de la population effectués dans la commune depuis 1793. Pour les communes de moins de 10 000 habitants, une enquête de recensement portant sur toute la population est réalisée tous les cinq ans, les populations de référence des années intermédiaires étant quant à elles estimées par interpolation ou extrapolation. Pour la commune, le premier recensement exhaustif entrant dans le cadre du nouveau dispositif a été réalisé en 2005.

En 2022, la commune comptait 204 habitants, en évolution de −0,49 % par rapport à 2016 (Dordogne : +0,37 %, France hors Mayotte : +2,11 %).
| 1793 | 1800 | 1806 | 1821 | 1831 | 1836 | 1841 | 1846 | 1851 |
| ---- | ---- | ---- | ---- | ---- | ---- | ---- | ---- | ---- |
| 237  | 249  | 279  | 293  | 303  | 334  | 320  | 298  | 272  |

| 1856 | 1861 | 1866 | 1872 | 1876 | 1881 | 1886 | 1891 | 1896 |
| ---- | ---- | ---- | ---- | ---- | ---- | ---- | ---- | ---- |
| 255  | 309  | 315  | 245  | 220  | 221  | 197  | 191  | 182  |

| 1901 | 1906 | 1911 | 1921 | 1926 | 1931 | 1936 | 1946 | 1954 |
| ---- | ---- | ---- | ---- | ---- | ---- | ---- | ---- | ---- |
| 170  | 165  | 167  | 134  | 125  | 117  | 126  | 135  | 112  |

| 1962 | 1968 | 1975 | 1982 | 1990 | 1999 | 2005 | 2006 | 2010 |
| ---- | ---- | ---- | ---- | ---- | ---- | ---- | ---- | ---- |
| 128  | 124  | 233  | 217  | 210  | 217  | 213  | 222  | 208  |

| 2015 | 2020 | 2022 | - | - | - | - | - | - |
| ---- | ---- | ---- | - | - | - | - | - | - |
| 205  | 200  | 204  | - | - | - | - | - | - |

## Économie

### Emploi
En 2015, parmi la population communale comprise entre 15 et 64 ans, les actifs représentent 103 personnes, soit 50,2 % de la population municipale. Le nombre de chômeurs (vingt) a augmenté par rapport à 2010 (douze) et le taux de chômage de cette population active s'établit à 19,5 %.

### Établissements
Au 31 décembre 2015, la commune compte neuf établissements, dont quatre au niveau des commerces, transports ou services, deux relatifs au secteur administratif, à l'enseignement, à la santé ou à l'action sociale, deux dans l'industrie, et un dans la construction.

## Culture locale et patrimoine

### Lieux et monuments
- Château de La Martinie, XIIIe, XVIe et XVIIe siècles, inscrit au titre des monuments historiques, propriété privée
- Château de Segonzac, XIVe et XVIIe siècles, propriété privée
- Église romane Notre-Dame de la Visitation, XIe siècle et agrandie limite XVe – XVIe siècle, inscrite au titre des monuments historiques

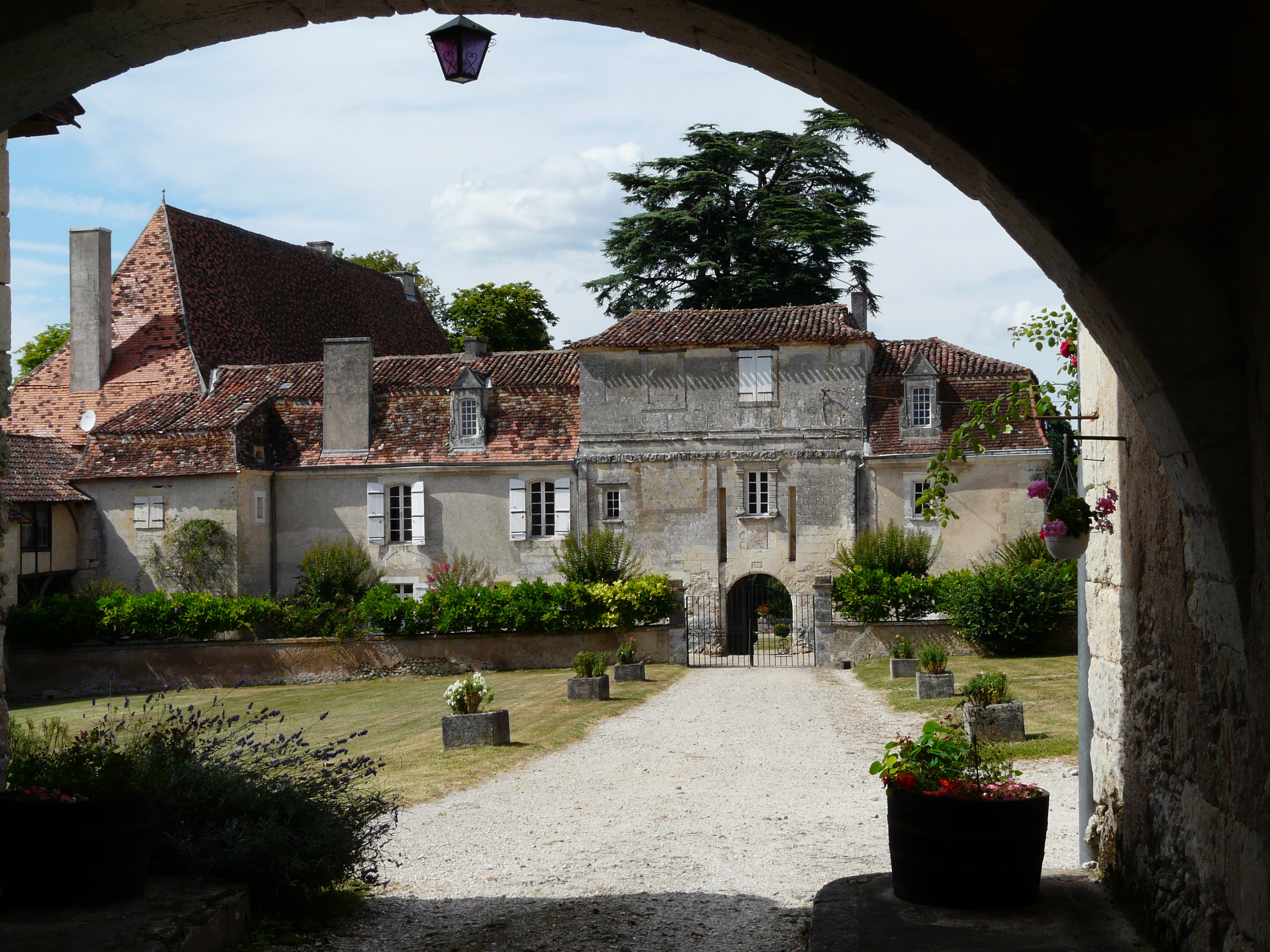
À un kilomètre du bourg, le château de Segonzac.
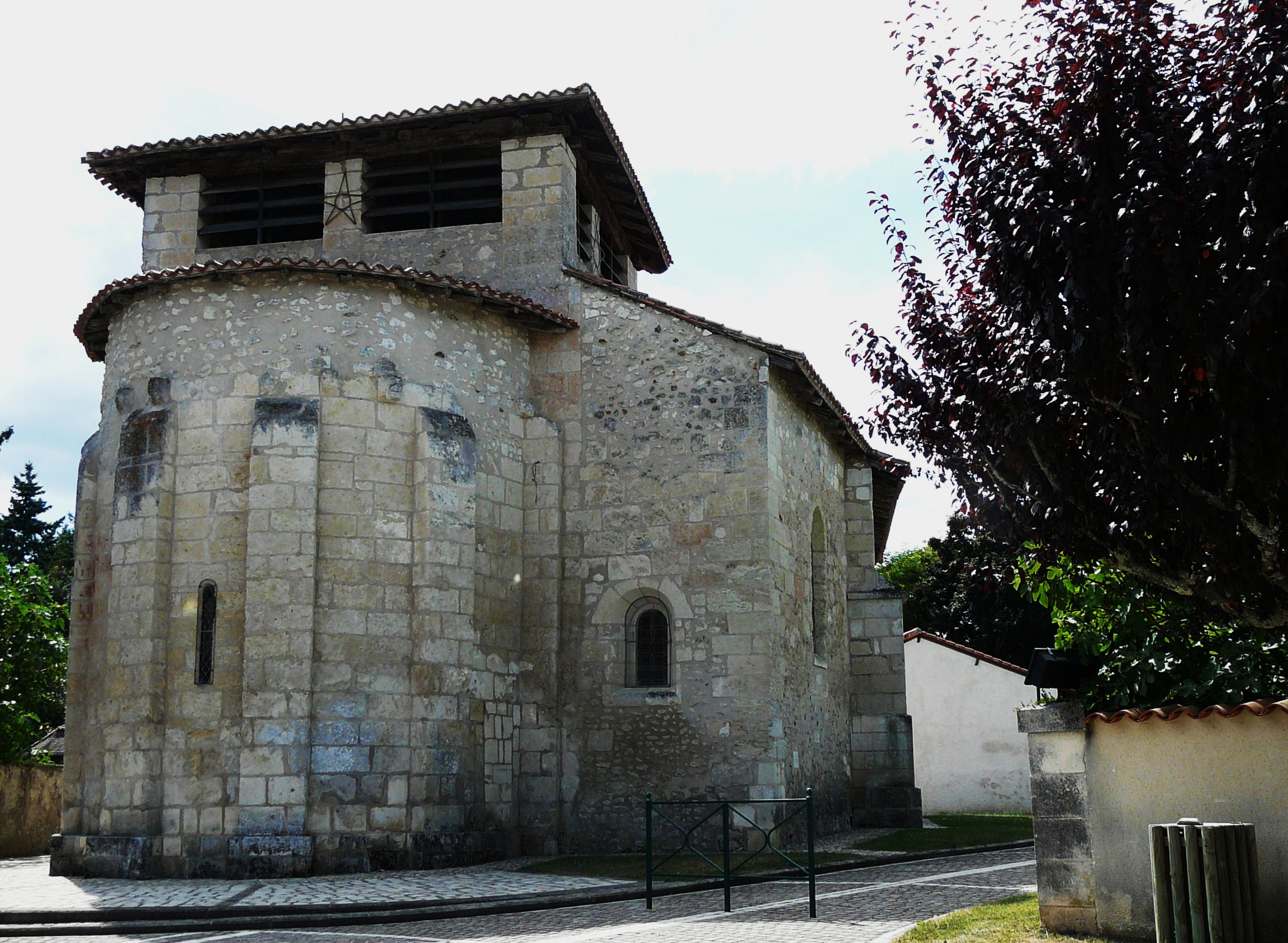
L'église Notre-Dame de la Visitation.
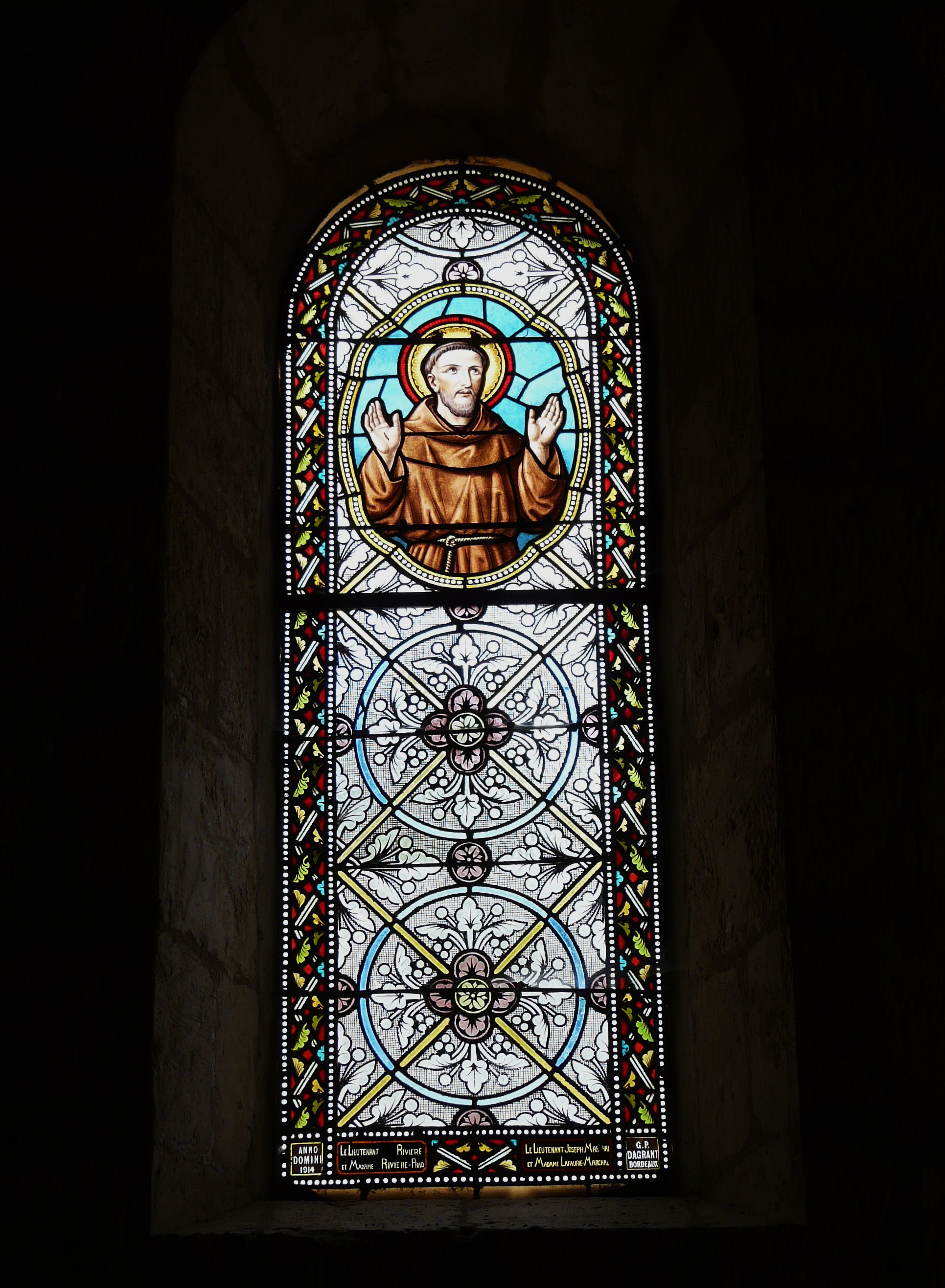
Un vitrail.
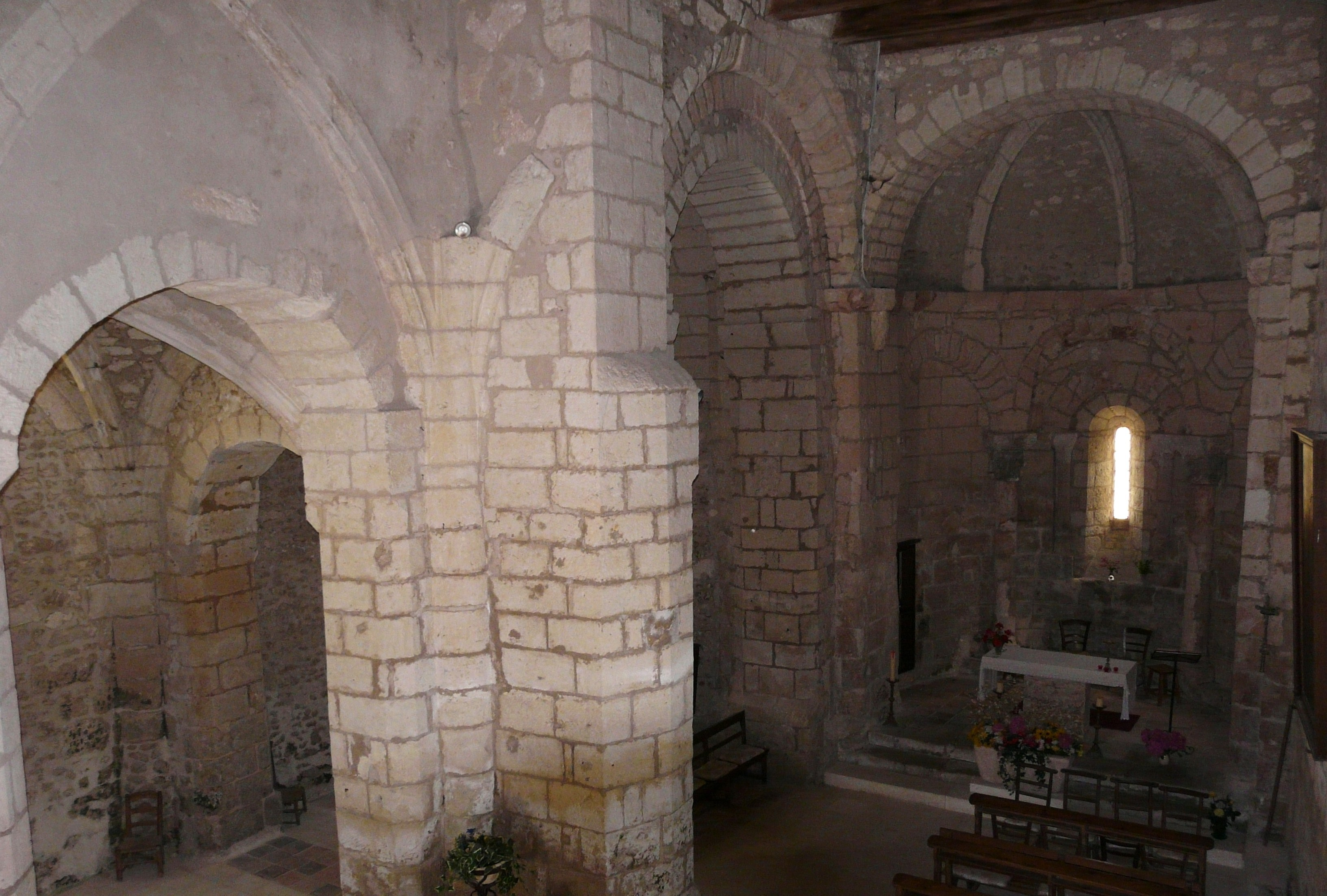
L'intérieur de l'église.

### Personnalités liées à la commune
- Famille de Bardon de Segonzac : famille des barons héréditaires de Segonzac depuis 1623.

### Héraldique
| Blason de Segonzac | Blason  | De gueules à une croix de Malte d'argent surmontée d'un lambel à cinq pendants du même. |
| Blason de Segonzac | Détails | Le statut officiel du blason reste à déterminer.                                        |

## Pour approfondir